# Scheid bei Volkmarsen
Scheid bei Volkmarsen este o arie protejată (arie specială de conservare — SAC, sit de importanță comunitară — SCI) din Germania întinsă pe o suprafață de 89,91 ha, integral pe uscat.

## Localizare
Centrul sitului Scheid bei Volkmarsen este situat la coordonatele 51°23′38″N 9°07′56″E / 51.3939°N 9.1322°E.

## Înființare
Situl Scheid bei Volkmarsen a fost declarat sit de importanță comunitară în aprilie 1999 pentru a proteja 8 specii de animale. Situl a fost protejat și ca arie specială de conservare în martie 2008.

## Biodiversitate
Situată în ecoregiunea continentală, aria protejată conține 2 habitate naturale: Formațiuni de Juniperus communis pe lande sau pajiști calcaroase, Pajiști uscate seminaturale și facies de acoperire cu tufișuri pe substraturi calcaroase (Festuco-Brometalia) (* situri importante pentru orhidee).
La baza desemnării sitului se află mai multe specii protejate de  păsări (8): pițigoi codat (Aegithalos caudatus), erete vânăt (Circus cyaneus), ciocănitoare neagră (Dryocopus martius), sfrâncioc roșiatic (Lanius collurio), sfrâncioc mare (Lanius excubitor excubitor), turturică (Streptopelia turtur), silvie de câmp (Sylvia communis), sturzul viilor (Turdus iliacus).
Pe lângă speciile protejate, pe teritoriul sitului au mai fost identificate 13 specii de plante, 1 specie de păsări, 22 de specii de nevertebrate, 2 specii de reptile.